# 田名部七湊
田名部七湊（たなぶしちそう）とは、南部（盛岡）藩領の下北諸湊の総称で、積荷税を徴収する指定湊。別称　下北七湊。

## 概要
下北半島の内陸部は檜の森林地帯であり、全国的に流通し始めるのは、 文禄・慶長・元和（1592〜1623年）年間の頃から、城下町建設等の全国的な木材の需要によって、日本海沿岸諸湊の豪商たちが、相次いで下北交易に乗り出してきた。おもに西廻り航路とともに発達し、盛岡藩の財政を潤した。

### 田名部
野辺地から陸奥湾沿いに北上して脇野沢に至る「入海辺道」の要所にある田名部（現 むつ市田名部町）に、寛文13年（1673年）、田名部代官所がおかれて田名部通34ヵ村を統治し、下北半島一円を田名部と総称することもあった。
古くから下北の物資の集散地として経済の中心的役割を果たしていたため、江戸前期から村内に町場が形成され田名部町と称していた。
田名部町は湊ではなかったが、田名部川には田名部橋前と呼ばれる舟着場があり、川舟が川内・大平の両湊との間を往来し、ほかの湊から船荷も陸路駄送されて田名部の蔵屋敷に搬送され、また、当地で集積された物資は陸路で大畑・野辺地など周辺の村々に運ばれたため、廻船問屋が許されていた。

### 田名部七湊
元和3年（1617年）3月、盛岡藩主南部利直が、中世以降、田名部を支配していた根城南部氏から下北の支配権を接収し、すべての山や林野を藩の直轄地として、御山奉行が統制した。正保2年（1645年）に江戸幕府に提出された国絵図に記載された湊は大畑、大間、奥戸、大平、九艘泊の田名部五湊であったが、これに伐採時代30年間に登場する湊は下風呂、蛇浦、川内、佐井、安渡、脇野沢、異国間（易国間）、蛎崎、長後、福浦、牛滝の11湊で、合わせて16湊が交易をおこなっている。
田名部七湊の「初見」は、元禄元年（1688年）の「郡名仮名付帳」『内史略』に川内、安渡、大畑、大間、奥戸、佐井、牛滝の七湊が湊として藩に報告されているが、時代により若干の変化があった。
| 現行政名       | 明治元年 行政名 |        | 田名部五湊 正保2年（1645年） | 元禄元年（1688年） 「郡名仮名付帳」 『内史略』 | 享保6年（1721年） 「田名部記」 「七ヶ湊御金高杣並舟数」 | 文化8年（1811年） 『原始謾筆風土年表』 「海辺間尺棹七湊」 |
| -------------- | --------------- | ------ | ---------------------------- | ---------------------------------------------- | ------------------------------------------------------- | --------------------------------------------------------- |
| むつ市         | 北郡脇野沢村    | 西浦通 | 九艘泊                       |                                                | 脇野沢                                                  | 脇野沢                                                    |
| むつ市         | 北郡川内村      | 〃     |                              | 川内                                           | 川内                                                    | 川内                                                      |
| むつ市         | 北郡安渡村      | 〃     |                              | 安渡                                           |                                                         |                                                           |
| むつ市         | 北郡大平村      | 〃     | 大平                         |                                                | 大平                                                    | 大平                                                      |
| むつ市         | 北郡大畑村      | 北浦通 | 大畑                         | 大畑                                           | 大畑                                                    | 大畑                                                      |
| 下北郡風間浦村 | 北郡易国間村    | 〃     |                              |                                                | 異国間                                                  | 易国間                                                    |
| 下北郡大間町   | 北郡大間村      | 〃     | 大間                         | 大間                                           |                                                         | 大間                                                      |
| 下北郡大間町   | 北郡奥戸村      | 〃     | 奥戸                         | 奥戸                                           |                                                         |                                                           |
| 下北郡佐井村   | 北郡佐井村      | 〃     |                              | 佐井                                           | 佐井                                                    | 佐井                                                      |
| 下北郡佐井村   | 北郡長後村      | 〃     |                              | 牛滝                                           | 牛滝                                                    |                                                           |

## 参考資料
- むつ市教育委員会『第10回むつ市ふるさと展　展示品図録』青森県むつ市、2006年11月。
- 「角川日本地名大辞典」編纂委員会『角川日本地名大辞典 2 青森県』角川書店、1985年12月1日。ISBN 4-04-001020-5。
- 波川健治『街道の日本史 4 下北・渡島と津軽海峡』吉川弘文館、2001年7月10日。ISBN 4-642-06204-1。